# Ptochophyle carioni
Ptochophyle carioni är en fjärilsart som beskrevs av Pierre E.L. Viette 1972. Ptochophyle carioni ingår i släktet Ptochophyle och familjen mätare. Inga underarter finns listade.